# Alright!!
「Alright!!」（オールライト）は、Superflyの配信限定シングル。

## 概要
2009年6月3日より配信開始。それまでにも何曲か楽曲配信を行ってきたが、配信限定シングルとしての扱いは本作が初めてであり、オフィシャルサイトのディスコグラフィでもシングルと同等に扱われている。TVCMでも「Superfly初の配信限定シングル」と宣伝されていた。
フジテレビ系ドラマ『BOSS』のオープニングテーマ。「Na-NaNa...」の印象的なメロディーが、ドラマ第1話オンエア当初から話題となった。2011年4月に放送が開始された同ドラマの2ndシーズンのオープニングも、再度この曲が使用された。2ndアルバム『Box Emotions』の冒頭を飾る曲。2015年10月にはスズキのSUV「エスクード」のCMソングに起用されている。
アルバム『Box Emotions』収録曲で唯一作曲クレジットが共作になっている。志帆と多保がスタジオに入り、楽器を互いに交換しながらセッションを重ねて完成させた楽曲である。またアルバムの中では最後に完成された曲である。
PVは若手映像ディレクターの斎藤渉によるもので、サイケデリックな映像はYouTube内でも話題になる。
TSUTAYAでは2009年8月15日から9月30日の期間限定で『Box Emotions』の宣伝を兼ねたスペシャル･シングルがレンタルされていた。シングルの内容は表題曲のフルバージョンと既存のシングル曲のダイジェスト版が収録されている。

## 収録曲

### 配信限定
1. Alright!!
  - 作詞：越智志帆 / 作曲：多保孝一 + 越智志帆 / 編曲：多保孝一

### TSUTAYAスペシャル・シングル
1. Alright!!
2. シングル・スペシャルダイジェスト from 2nd ALBUM "Box Emotions"

それぞれ約30秒のダイジェストとなっている。
- How Do I Survive?
- My Best Of My Life
- やさしい気持ちで
- 恋する瞳は美しい

## 収録アルバム
- 『Box Emotions』
- 『Superfly BEST』（Disc1）
- 『Superfly 10th Anniversary Greatest Hits “LOVE, PEACE & FIRE”』（Disc3）

## カバー
- 原由実、今井麻美、沼倉愛美 - 2010年のアルバム『THE IDOLM@STER STATION!!! SECOND TRAVEL ～Seaside Date～』に収録。